# Liste der Baudenkmäler in Polling (bei Weilheim)

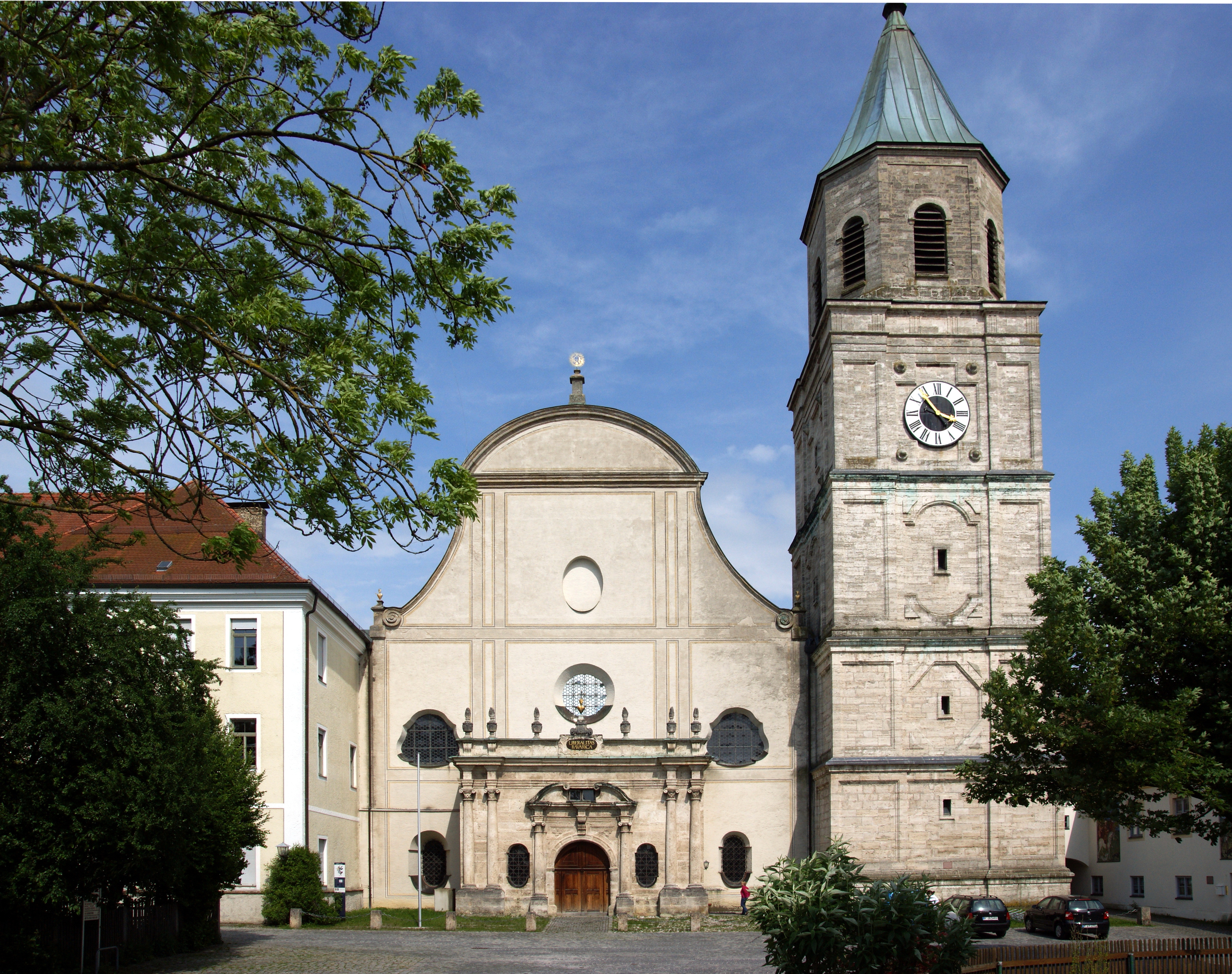
Kath. Pfarrkirche Heilig Kreuz

Auf dieser Seite sind die Baudenkmäler in der oberbayerischen Gemeinde Polling zusammengestellt. Diese Tabelle ist eine Teilliste der Liste der Baudenkmäler in Bayern. Grundlage ist die Bayerische Denkmalliste, die auf Basis des Bayerischen Denkmalschutzgesetzes vom 1. Oktober 1973 erstmals erstellt wurde und seither durch das Bayerische Landesamt für Denkmalpflege geführt wird. Die folgenden Angaben ersetzen nicht die rechtsverbindliche Auskunft der Denkmalschutzbehörde.

## Baudenkmäler nach Ortsteilen

### Polling
| Lage                                           | Objekt | Beschreibung | Akten-Nr.               | Bild                                                              |
| ---------------------------------------------- | --- | --- | ----------------------- | ----------------------------------------------------------------- |
| Am Brunnenbichl 2/3 (Standort)                 | Ehemaliges Bauernhaus „zum Kini-Jager“ | Mit verschaltem Flachgiebel, 17./18. Jahrhundert; am Haus lebensgroßes Kruzifix, 1. Hälfte 17. Jahrhundert | D-1-90-142-1            | Ehemaliges Bauernhaus„zum Kini-Jager“                             |
| Nähe Am Schafbichl (Standort)                  | Bildstock | gotisierender Tuffsteinpfeiler mit Nische, wohl 17. Jh.; auf dem sog. Schafbichl | D-1-90-142-6            | Bildstock                                                         |
| Dunzingerweg 2 (Standort)                      | Ehemaliges Bauernhaus „zum Lukasbauer“" | Mit Flachsatteldach, Giebelbundwerk und Architekturmalerei, Mitte 18. Jahrhundert | D-1-90-142-2            | Ehemaliges Bauernhaus„zum Lukasbauer“"                            |
| Georg-Rückert-Straße 1 (Standort)              | Ehem. landwirtschaftlicher Hof, sog. Streicher-Stallung                                                                                              | Parallelhof: ehem. Stallstadel, zweigeschossiger verputzter Massivbau mit steilem Satteldach und historisierenden Elementen, bez. 1901; Nebengebäude, zentrale halboffene Remise mit massiven Kopfbauten, erdgeschossig mit hohem Kniestock und Zwerchhäusern, gleichzeitig | D-1-90-142-43           | Ehem. landwirtschaftlicher Hof, sog. Streicher-Stallung           |
| Georg-Rückert-Straße 22 (Standort)             | Wegkreuz | hölzerner Barockkorpus 1. Hälfte 17. Jh., kleine Tuffsteingrotte als Kreuzfuß um 1900, Kreuz erneuert | D-1-90-142-3            | BW                                                                |
| Hofmarkstraße 4 (Standort)                     | Ehemaliges Richterhaus | 1. Hälfte 18. Jahrhundert erneuert – Gartenmauer, 17./18. Jahrhundert | D-1-90-142-5            | Ehemaliges Richterhaus                                            |
| Hofmarkstraße 4 (Standort)                     | Ehem. Bierkeller und Lagergebäude des Klosters, sog. Märzenkeller                                                                                    | zweigeschossiger Massivbau mit Halbwalmdach, Krangaube und Architekturmalerei, von Johann Michael Fischer, 1745/46 | D-1-90-142-4            | Ehem. Bierkeller und Lagergebäude des Klosters, sog. Märzenkeller |
| Hofmarkstraße 6 (Standort)                     | Pfarrhaus | Stattlicher, zweigeschossiger Satteldachbau mit hohem, straßenseitigen Erker, 1911/12 nach Plänen des Architekten von Schad errichtet, 1967 modernisiert. | D-1-90-142-39           | Pfarrhaus                                                         |
| Hofmarkstraße 6 (Standort)                     | Gartenmauer | 17./18. Jahrhundert; an der Hofmarkstraße, Jörg-Ganghofer-Straße und Weilheimer Straße. | D-1-90-142-39 zugehörig | Gartenmauer                                                       |
| Hofmarkstraße 31 (Standort)                    | Ehemaliges Bauernhaus, sog. Sefferer | Mittertennbau, zweigeschossiger Massivbau mit Steildach, spätes 18. Jh. | D-1-90-142-51           | BW                                                                |
| Huglfinger Straße 67 (Standort)                | Ehemaliger Klosterbierkeller | Gemauerter Tuffquaderstadel mit Halbwalm, erbaut 1760/61. | D-1-90-142-7            | weitere Bilder                                                    |
| Kirchplatz 3 (Standort)                        | Klostergebäude | Stattliche Zweiflügelanlage mit Walmdach, am ehemaligen Portal der Westfassade bezeichnet 1727. | D-1-90-142-11 zugehörig | Klostergebäude                                                    |
| Kirchplatz 3 (Standort)                        | Ehemaliges Dienerhaus „Jagdschlösschen“ | Ursprünglich zweigeschossiger Bau mit abgeschrägten Ostecken, 1747 errichtet, 1952 erhöht. | D-1-90-142-11 zugehörig | Ehemaliges Dienerhaus„Jagdschlösschen“                            |
| Kirchplatz 4 (Standort)                        | Katholische Pfarrkirche Hl. Kreuz | Ehemalige Augustinerchorherren-Stiftskirche Hl. Kreuz, jetzt katholische Pfarrkirche, Neubau 1416 ff., Turm 1603 ff., 1621 ff. Erweiterung und Umgestaltung durch Hans Krumpper, Westfassade 1727/28; mit Ausstattung.                                                      | D-1-90-142-11           | weitere Bilder                                                    |
| Kirchplatz 12 (Standort)                       | Ehemalige Klause | 1631 errichtet, 1926 zum Leichenhaus umgebaut. | D-1-90-142-11 zugehörig | weitere Bilder                                                    |
| Kirchplatz 13 (Standort)                       | Katholische Friedhofskapelle St. Karl Borromäus (Hl.-Kreuz-Kapelle)                                                                                  | 1631 Zentralbau mit Krypta, 1830 zum Teil erneuert; mit Ausstattung. – Rest der alten Friedhofsmauer, 17./18. Jahrhundert | D-1-90-142-11 zugehörig | weitere Bilder                                                    |
| Kirchplatz 14/15 (Standort)                    | Westflügel des Klosters | Westflügel der ehemals dreiflügeligen, westlichen Baugruppe, kleine Wohnhäuser, im Kern um 1650. | D-1-90-142-11 zugehörig | Westflügel des Klosters                                           |
| Längenlaicher Straße 36 (Standort)             | Wohnhaus „zum Jaggathoma“ | Am Ostgiebel bezeichnet 1673, mit Zwerchbau | D-1-90-142-18           | Wohnhaus„zum Jaggathoma“                                          |
| Obermühlstraße 90 (Standort)                   | Bauernhaus „zum Rennschmied“" | Einzelhof mit Halbwalm, Mitte 19. Jahrhundert, 1984 ausgebaut. | D-1-90-142-19           | Bauernhaus„zum Rennschmied“"                                      |
| Propst-Gerhoh-Straße 6 (Standort)              | Wegkreuz | barocker Holz-Korpus, 1. Hälfte 18. Jh., Kreuz erneuert | D-1-90-142-20           | Wegkreuz                                                          |
| Propst-Hartl-Straße 2 (Standort)               | Bauernhaus „zum Ziegler“ | Mittertennbau, 17./18. Jahrhundert | D-1-90-142-21           | Bauernhaus„zum Ziegler“                                           |
| Propst-Hartl-Straße 3 (Standort)               | Einhof | firstgeteilter, zweigeschossiger Flachsatteldachbau, Mitte 18. Jh., Umbauten 1. Hälfte 19. Jh. und um 1900 | D-1-90-142-46           | Einhof                                                            |
| Propst-Hartl-Straße 18 (Standort)              | Wegkreuz | gusseiserner Korpus, letztes Viertel 19. Jh., Kreuz erneuert | D-1-90-142-22           | Wegkreuz                                                          |
| Weilheimer Feld; Weilheimer Feldweg (Standort) | 2 Wegsteine, Teil der 4 von ehem. 7 auf Tuffsteinkapellen und zuvor Martersäulen zurückgehenden Pfeiler am Prälatenweg zwischen Weilheim und Polling | rechteckige Tuffsteinpfeiler mit gefasten Kanten und Vertiefungen für Schranken oder Ketten, vermutlich zweitverwendet, Mitte 19. Jh. | D-1-90-142-50           | BW                                                                |
| Weilheimer Straße 12 (Standort)                | Ehemaliger Klostergasthof | Breit gelagerter, zweigeschossiger Satteldachbau, im Kern 17. /18. Jahrhundert, 1852 umgestaltet. | D-1-90-142-23           | Ehemaliger Klostergasthof                                         |
| Weilheimer Straße 17 (Standort)                | Ringofengebäude | Gebäude der ehemaligen Ziegelei mit intaktem Ringofen und östlich querriegelartig angebautem ehemaligem Betriebsgebäude, um 1870. | D-1-90-142-38           | Ringofengebäude                                                   |
| Weilheimer Straße 17 (Standort)                | Trocknungsstadel | Vierschiffiger Ständerbau mit gemauerten äußeren Pfeilerreihen und Durchfahrt im Obergeschoss, wohl um 1830. | D-1-90-142-38 zugehörig | Trocknungsstadel                                                  |

### Etting
| Lage                                | Objekt                                      | Beschreibung | Akten-Nr.     | Bild |
| ----------------------------------- | ------------------------------------------- | --- | ------------- | --- |
| Am Mitterfeld (Standort)            | Wegkreuz                                    | gusseiserner Korpus auf klassizistischem Holzkreuz, um 1840                                                                      | D-1-90-142-42 | Wegkreuz |
| Am Mitterfeld (Standort)            | Bildstock                                   | Nischenpfeiler aus Tuffstein, 17./18. Jh.                                                                                        | D-1-90-142-40 | BW |
| Bachstraße (Standort)               | Wegkreuz                                    | barocke Holzfigur, 1. Hälfte 17. Jh.                                                                                             | D-1-90-142-26 | BW |
| Eberfinger Straße 1 (Standort)      | Kruzifix „beim Schellenberger“              | Am Haus Kruzifix, um 1520. | D-1-90-142-27 | [[Vorlage:Bilderwunsch/code!/C:47.7975066,11.171861886!/D:Eberfinger Straße 1, Kruzifix „beim Schellenberger“ !/\|BW]] |
| Eberfinger Straße 2 (Standort)      | Katholische Filialkirche St. Andreas        | Turm 1697, Neubau 1729 ff.; mit Ausstattung.                                                                                     | D-1-90-142-25 | weitere Bilder |
| östlich der B 2. (Standort)         | Bildstock                                   | 17./18. Jahrhundert | D-1-90-142-40 | weitere Bilder |
| Otostraße 2 (Standort)              | Katholische Pfarrkirche St. Michael         | Erbaut 1526 ff., Turm 1547, umgestaltet 1725 und 1762; mit Ausstattung. Süd- und Westzug der Friedhofsmauer aus Tuffstein, 1764. | D-1-90-142-24 | weitere Bilder |
| Sankt-Andrä-Straße 8, 8a (Standort) | Ehem. Bauernhof, sog. Gappl                 | zweigeschossiger Einfirsthof mit flachem Satteldach und verputztem Wohnteil, Mitte 19. Jh.                                       | D-1-90-142-29 | BW |
| Sankt-Andrä-Straße 10 (Standort)    | Gemälde am Giebel des sog. Jackawastl-Hofes | Heiligenbild mit Muttergottes, Hl. Andreas und Erzengel Michael, Öl auf Holz, 18./19. Jh.                                        | D-1-90-142-28 | BW |

### Grasla
| Lage                 | Objekt                     | Beschreibung | Akten-Nr.     | Bild                       |
| -------------------- | -------------------------- | --- | ------------- | -------------------------- |
| In Grasla (Standort) | Ortskapelle St. Margaretha | verputzter spätgotischer Saalbau mit dreiseitig geschlossenem Chor mit Stufengiebel und lisenenartiger Fassadengliederung, 1499, Strebepfeiler von 1667; mit Ausstattung | D-1-90-142-30 | Ortskapelle St. Margaretha |

### Längenlaich
| Lage                         | Objekt                                      | Beschreibung                                            | Akten-Nr.     | Bild |
| ---------------------------- | ------------------------------------------- | ------------------------------------------------------- | ------------- | --- |
| Bei Längenlaich 3 (Standort) | Getreidekasten „zum Fuhrer“                 | Mitte 18. Jahrhundert, obergeschossiger Getreidekasten. | D-1-90-142-32 | [[Vorlage:Bilderwunsch/code!/C:47.813032033,11.1507475376!/D:Bei Längenlaich 3, Getreidekasten „zum Fuhrer“ !/\|BW]] |
| Bei Längenlaich 4 (Standort) | Ehem. Getreidekasten des sog. Gschenz-Hofes | obergeschossig, bez. 1701, Überbau 1. Hälfte 19. Jh.    | D-1-90-142-33 | BW |
| In Längenlaich (Standort)    | Katholische Dreifaltigkeitskapelle          | 1845 errichtet, mit Ausstattung.                        | D-1-90-142-31 | weitere Bilder |

### Oderding
| Lage                           | Objekt                                         | Beschreibung | Akten-Nr.     | Bild           |
| ------------------------------ | ---------------------------------------------- | --- | ------------- | -------------- |
| Kirchstraße 8 (Standort)       | Sühnekreuz aus Tuffstein                       | spätmittelalterlich | D-1-90-142-35 | BW             |
| Kirchstraße 8 (Standort)       | Wegkreuz                                       | barocker Holzkorpus auf erneuertem Kreuz, 18. Jh. | D-1-90-142-44 | BW             |
| Kirchstraße 27 (Standort)      | Katholische Pfarrkirche St. Martin             | Neubau von 1536, 1724 barockisiert; mit Ausstattung. | D-1-90-142-34 | weitere Bilder |
| Sankt-Martins-Weg 2 (Standort) | Relieftafel mit Muttergottes am sog. Kampl-Hof | gusseisern, bez. 1722 | D-1-90-142-36 | BW             |
| Ziegeleiweg 3 (Standort)       | Wohnhaus                                       | Im alpenländischen Heimatstil mit überstehendem Flachsatteldach, Eckerkern, Giebel- und Traufseitbalkon sowie hölzernen Zierdetails, 1922 für den Besitzer der früheren Oderdinger Ziegelei erbaut von Alois Kranebitter, München. | D-1-90-142-37 | Wohnhaus       |